# Don Pedro Colley
Pour les articles homonymes, voir Colley (homonymie).
Don Pedro Colley, né le 30 août 1938 à Klamath Falls (Oregon), ville où il est mort le 11 octobre 2017, est un acteur américain.

## Biographie
Au cinéma, Don Pedro Colley débute dans deux classiques de science-fiction, Le Secret de la planète des singes de Ted Post (1970, avec Charlton Heston et Linda Harrison) puis THX 1138 de George Lucas (1971, avec Robert Duvall et Donald Pleasence).
Suivent quatorze autres films américains, dont Black Caesar de Larry Cohen (1973, avec Fred Williamson et Gloria Hendry) et Un nouvel amour de Coccinelle de Robert Stevenson (1974, avec Helen Hayes et Keenan Wynn) ; ses deux derniers sont de 2016 (dont Midnight Massacre de Travis Bowen, où il retrouve Linda Harrison).
À la télévision américaine, il apparaît dans trente séries, depuis Daktari (un épisode, 1967) jusqu'à Shérif, fais-moi peur (dix épisodes, 1981-1984, dans le rôle récurrent du shérif Little).
Entretemps, mentionnons les séries-westerns Les Mystères de l'Ouest (un épisode, 1968) et Daniel Boone (quatre épisodes, 1968-1969, dans le rôle de Gideon), ainsi que L'Homme de fer (un épisode, 1972) et La Petite Maison dans la prairie (un épisode, 1977).
S'ajoutent cinq téléfilms, le premier diffusé en 1971 ; le dernier est Cagney et Lacey – Les Retrouvailles de James Frawley (1994, avec Tyne Daly et Sharon Gless reprenant les rôles principaux qu'elles tenaient dans la série Cagney et Lacey).
Par ailleurs acteur de théâtre, Don Pedro Colley joue notamment dans les années 1960 à San Francisco, ainsi que dans une pièce représentée Off-Broadway (New York) en 1968-1969 (Big Time Buck White, avec Donald Sutherland).

## Filmographie

### Cinéma (sélection)
- 1970 : Le Secret de la planète des singes (Beneath the Planet of the Apes) de Ted Post : Ongaro
- 1971 : THX 1138 de George Lucas : SRT
- 1973 : Black Caesar, le parrain de Harlem (Black Caesar) de Larry Cohen : Crawdaddy
- 1973 : Nanou, fils de la Jungle (The World's Greatest Athlete) de Robert Scheerer : Morumba
- 1974 : Sugar Hill de Paul Maslansky : le baron Samedi
- 1974 : Le Nouvel Amour de Coccinelle (Herbie Rides Again) de Robert Stevenson : Barnsdorf
- 1988 : The Blue Iguana de John Lafia : le capitaine du bateau
- 1995 : Piranha (en) de Scott P. Levy : Leonard
- 2016 : Midnight Massacre de Travis Bowen : le président Tarquin

### Télévision

#### Séries (sélection)
- 1967 : Daktari

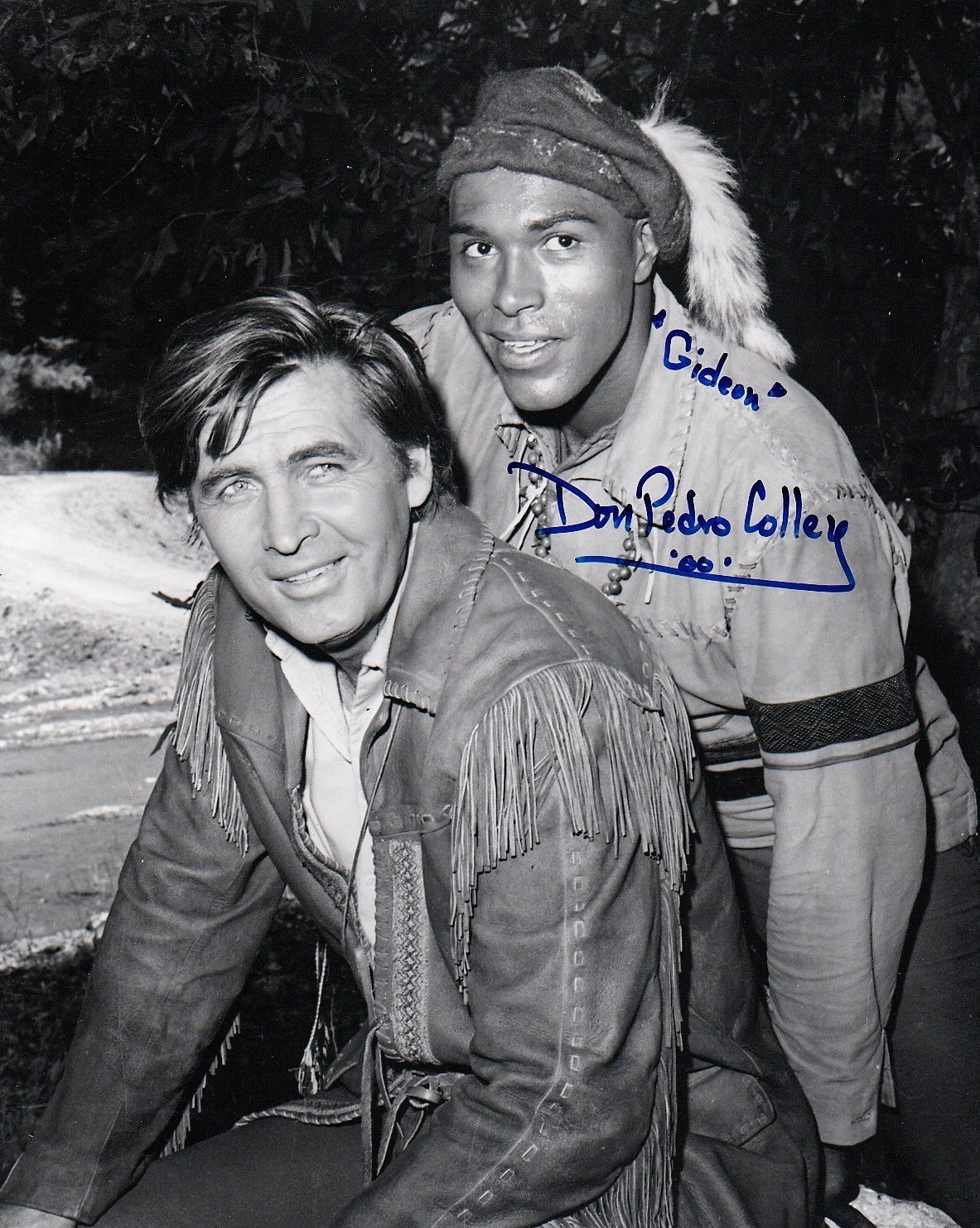
Avec Fess Parker, dans la série Daniel Boone (1968-1969, photo promotionnelle)

  - Saison 3, épisode 5 Mtola (Killer Tribe) de Paul Landres : Mtola
- 1967 : Le Cheval de fer (The Iron Horse)
  - Saison 2, épisode 5 The Silver Bullet : Asher
- 1968 : Le Virginien (The Virginian)
  - Saison 6, épisode 19 The Gentle Tamers : Ira Diller
- 1968 : Cimarron
  - Saison unique, épisode 22 Sans honneur (Without Honor) de Robert Butler : Cully
- 1968 : Les Mystères de l'Ouest (The Wild Wild West)
  - Saison 4, épisode 12 La Nuit de la revanche (The Night of Miguelito's Revenge) de James B. Clark : Abbie Carter
- 1968-1969 : Daniel Boone
  - Saison 4, épisode 23 For Side of Fury (1968) : Gideon
  - Saison 5, épisode 2 The Blackbirder (1968), épisode 7 Big, Black and Out There (1968) et épisode 13 To Slay a Giant (1969) de Nathan Juran : Gideon
- 1971 : Auto-patrouille (Adam-12)
  - Saison 4, épisode 6 The Ferret d'Alan Crosland Jr. : T. Leeland Sabeth
- 1972 : Banacek
  - Saison 1, épisode 6 Pièces uniques et en double (To Steal a King) de Lou Antonio : Samuel
- 1972 : L'Homme de fer (Ironside)
  - Saison 6, épisode 2 Wanda (Who'll Cry for My Baby) de Richard Donner : Billy Nero
- 1973 : Search
  - Saison unique, épisode 20 Les Papiers Mattson (The Mattson Papers) : Earl Forbus
- 1974 : Les Rues de San Francisco (The Streets of San Francisco)
  - Saison 3, épisode 10 Pour le bien ou le mal (For Good or Evil) : Lloyd
- 1977 : La Petite Maison dans la prairie (Little House on the Prairie)
  - Saison 3, épisode 18 La Sagesse de Salomon (The Wisdom of Salomon) de William F. Claxton : Dr Tane
- 1977 : Starsky et Hutch (Starsky & Hutch)
  - Saison 3, épisode 2 Créatures de rêve, 2e partie (Sarsky and Hutch on Playboy Island, Part II) de George McCowan : Papa Theodore
- 1977 : Super Jaimie (The Bionic Woman)
  - Saison 3, épisode 6 La Filière africaine (African Connection) : Duma
- 1977 : Space Academy
  - Saison unique, épisode 9 Planète de feu (Planet of Fire)
- 1978 : L'Île fantastique (Fantasy Island)
  - Saison 1, épisode 14 Le Roi du jour / La Famille (King for a Day/Instant Family) de George McCowan : l'empereur Bakota
- 1980 : Timide et sans complexe (Tenspeed and Brown Shoe)
  - Saison unique, épisode 13 Le Trésor de la rue Sierra Madre (The Treasure of the Sierra Madre Street) d'Harry Winer : le psychiatre
- 1981-1984 : Shérif, fais-moi peur (The Dukes of Hazzard)
  - Saison 3, épisode 15 Mon fils, Bo Hogg (My Son, Bo Hogg, 1981) de Rodney Amateau : le shérif Little
  - Saison 4, épisode 2 Hazzard voit double (Double Dukes, 1981) de Paul Baxley, épisode 4 Coltrane contre Duke (Coltrane vs. Duke, 1981) de Don McDougall, épisode 24 Miss Trois-Comtés (Miss Tri-Counties, 1982) de Paul Baxley, et épisode 25 Une journée à la pêche (Share and Share Alike, 1982) de Denver Pyle : le shérif Little
  - Saison 5, épisode 12 Le Trésor de Soggy Marsh (The Treasure of Soggy Marsh, 1982) : le shérif Little
  - Saison 6, épisode 5 La Taverne de l'ours (The Boar's Nest Bears, 1983) de Tom Wopat, épisode 14 Mort et Vif (Dead and Alive, 1984) de James Best, et épisode 21 La Diseuse de mauvaise aventure (The Fortune Tellers, 1984) de Paul Baxley : le shérif Little
  - Saison 7, épisode 11 Luke condamné à mort (Sittin' Dukes, 1984) de George Bowers : le shérif Little
- 1982 : Frank, chasseur de fauves (Bring 'Em Back Alive)
  - Saison unique, épisode 5 Pris à son propre piège (The Pied Piper) : Hakali
- 1984 : L'Agence tous risques (The A-Team)
  - Saison 3, épisodes 2 et 3 Au-delà de la rivière 1re et 2e parties (The Bend in the River, Parts I & II) de Michael O'Herlihy : Little John

#### Téléfilms (intégrale)
- 1971 : Vanished de Buzz Kulik : Mercurio
- 1971 : Crosscurrent (de) de Jerry Thorpe : Freddie Trench
- 1975 : Death Scream (en) de Richard T. Heffron : le détective Hughes
- 1980 : Casino (en) de Don Chaffey : Sam
- 1994 : Cagney et Lacey – Les Retrouvailles (Cagney & Lacey: The Return) de James Frawley : Virgil

## Théâtre Off-Broadway (intégrale)
- 1968-1969 : Big Time Buck White de Joseph Dolan Tuotti : rôle-titre (remplacement)